# CBS News

Logo

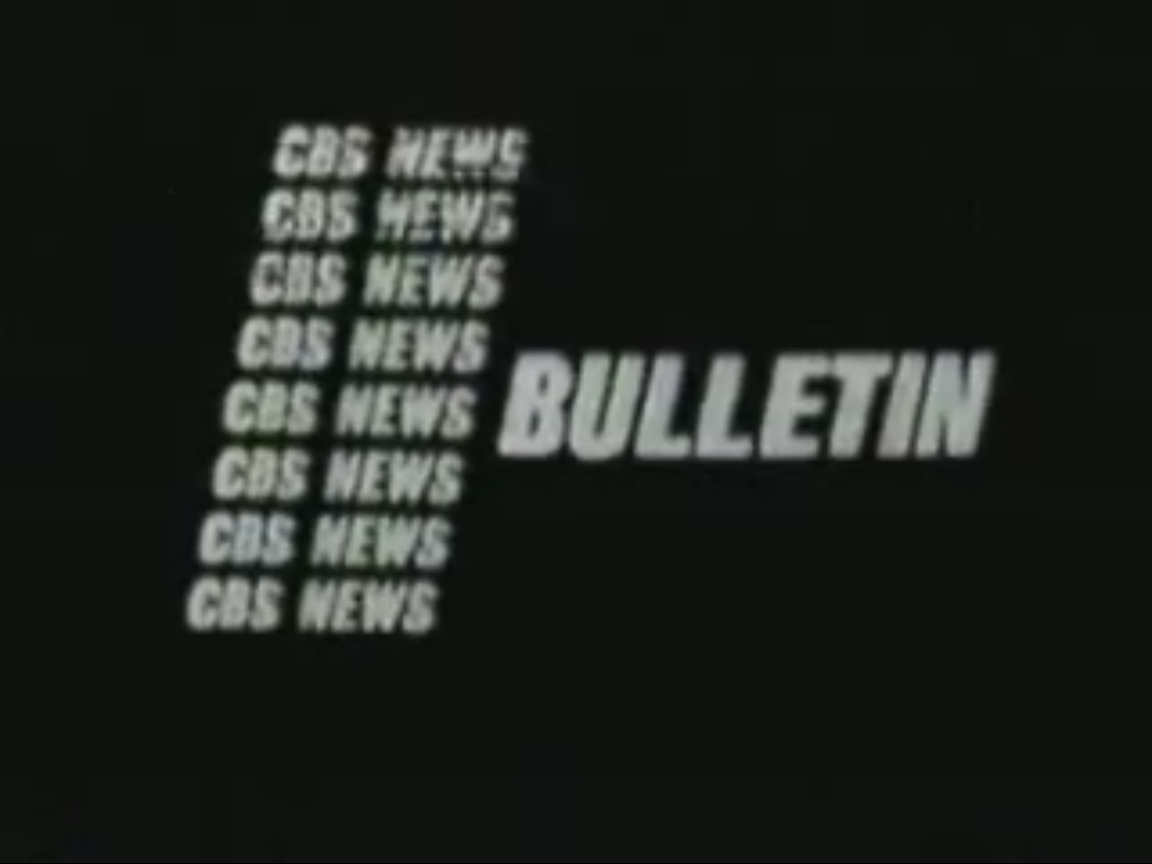
CBS-nieuwsbulletin 1963

CBS News is de nieuwsdivisie van het Amerikaanse mediabedrijf CBS. De president van CBS News is nu David Rhodes. Hij is ook de president van CBS Sports.

## Programma's
- CBS Morning News
- CBS This Morning
- CBS News Sunday Morning
- Face the Nation with Bob Schieffer
- CBS Evening News with Scott Pelley (2011-heden)
- CBS Evening News with Jeff Glor (zondageditie)
- 60 Minutes
- 48 Hours Mystery
- CBS Overnight News